# Villamassargia

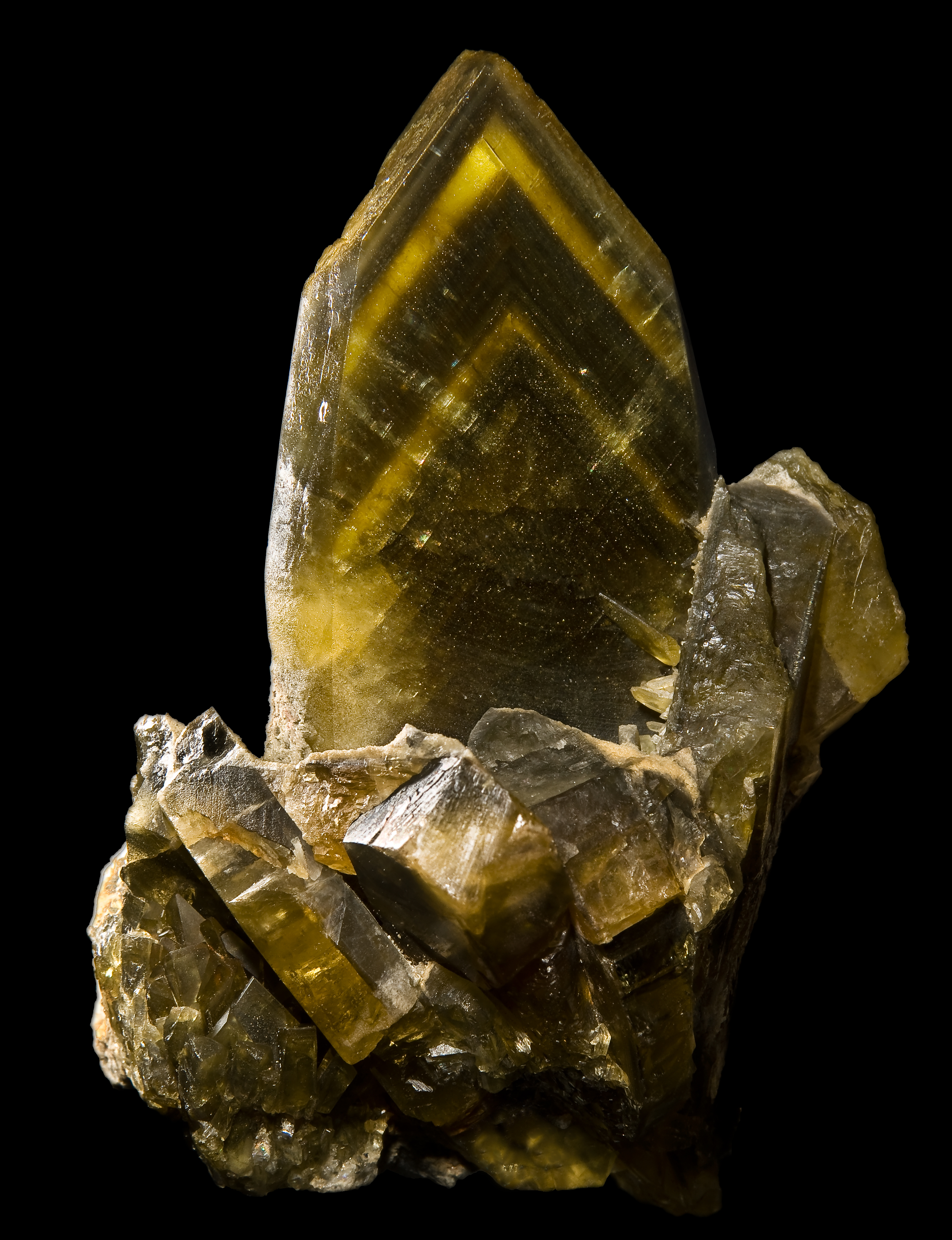
Baritina - Monte Mesu - Villamassargia

Villamassargia (en sard, Biddamatraxa) és un municipi italià, dins de la província de Sardenya del Sud. L'any 2007 tenia 3.705 habitants. Es troba a la regió de Sulcis-Iglesiente. Limita amb els municipis de Domusnovas, Iglesias, Musei, Narcao i Siliqua (CA).

## Administració
| Període | Identitat       | Partit        |
| ------- | --------------- | ------------- |
| 2005-   | Francesco Porcu | Llista Cívica |